# Torre de los Velasco (Espinosa de los Monteros)
La torre de los Velasco, o torre de la Riba, es una fortificación del municipio español de Espinosa de los Monteros, en la provincia de Burgos.

## Descripción
El castillo de los Velasco, o torre de la Riba, se ubica en la localidad burgalesa de Espinosa de los Monteros, en Castilla y León. A comienzos del siglo XV pertenecía a Juan de Velasco, tras haberla adquirido este en estado de ruinas.
Quedó protegido de forma genérica junto con el resto de castillos de España, el 22 de abril de 1949, mediante un decreto con la rúbrica del dictador Francisco Franco y el entonces ministro de Educación Nacional José Ibáñez Martín, publicado el 5 de mayo de ese mismo año en el Boletín Oficial del Estado.
Cuenta con el estatus de Bien de Interés Cultural, de forma genérica.